# إقناع

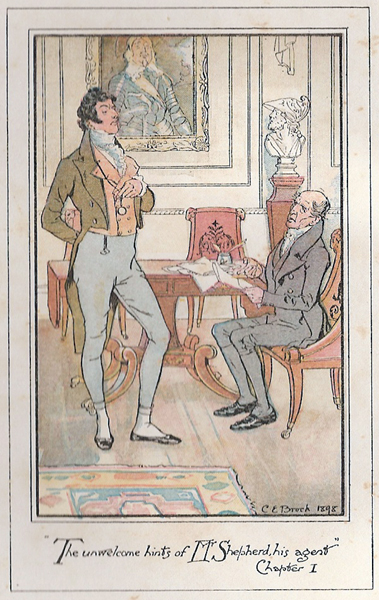

الإقناع هو التأثير في المواقف، والمعتقدات، والنيات، والدوافع أو السلوكيات فهو مصطلح مظلة النفوذ. الإقناع هو عملية تهدف إلى تغيير موقف أو سلوك شخص (أو مجموعة) تجاه حدث معين، فكرة، شيء، أو أي شخص أو أشخاص آخرين، تُستخدم كلمات مكتوبة أو منطوقة لنقل المعلومات، والمشاعر، أو للاستدلال، أو مزيج منها. الإقناع هو أيضا أداة تستخدم في كثير من الأحيان في السعي لتحقيق مكاسب شخصية، مثل الدعاية الانتخابية أو المفاوضات التجارية أو غيرها.
الإقناع تُدرس في العديد من التخصصات. يدرس علم البلاغة أساليب الإقناع في الكلام والكتابة وغالبًا ما تُدرس كموضوع كلاسيكي. يدرس علم النفس الإقناع من خلال عدسة السلوك الفردي ويدرس علم الأعصاب نشاط الدماغ المرتبط بهذا السلوك. يهتم التاريخ والعلوم السياسية بدور الدعاية في تشكيل الأحداث التاريخية.

## أشكال الإقناع
الدعاية: هي شكل من أشكال الإقناع تُستخدم لتلقين أفكار معينة أو ولاء لشخص أو قضية بعينها لدى مجموعة من الناس.
الإكراه: هو شكل من أشكال الإقناع يعتمد على التهديدات العدوانية وإثارة الخوف و/أو الخجل للتأثير على سلوك الشخص.
الإقناع المنظم: هي العملية التي من خلالها تُستغل المواقف أو المعتقدات من خلال مناشدة المنطق والعقل.
الإقناع الإرشادي: من ناحية أخرى، فهو العملية التي من خلالها تُستغل المواقف أو المعتقدات من خلال مناشدة العادات أو العواطف.

## تاريخ وفلسفة الإقناع
الدراسة الأكاديمية للإقناع بدأت مع الإغريق، الذين أكدوا على البلاغة والخطابة كأعلى معيار لرجل السياسة الناجح. كانت جميع المحاكمات تُعقد أمام المجلس، وكان احتمال نجاح الادعاء مقابل الدفاع يعتمد على قوة إقناع المتحدث. البلاغة هي فن الكلام المقنع الفعال، وغالبًا ما يكون ذلك باستخدام المجاز والاستعارات وغيرها من الأساليب.
أدرج الفيلسوف اليوناني أرسطو أربعة أسباب تجعل من الضروري تعلم فن الإقناع:
1. الحقيقة والعدالة تامتان، وبالتالي إذا خسرت القضية، فهذا خطأ المتحدث.
2. إنها أداة ممتازة للتعليم.
3. يجب على الخطيب الجيد أن يكون قادرًا على الجدال من كلا الجانبين لفهم المشكلة برمتها،
4. ولا توجد طريقة أفضل للدفاع عن النفس.

ووصف ثلاث طرق أساسية للتواصل بشكل مقنع:
1. إيثوس (المصداقية): يشير إلى الجهد الذي تبذله لإقناع جمهورك بمصداقيتك أو شخصيتك. إنها ليست تلقائية ويمكن بناؤها من خلال أفعال المتحدث أو أعماله أو فهمه أو خبرته.
2. اللوغوس (العقل): يشير إلى الجهد المبذول لإقناع جمهورك باستخدام المنطق والعقل. يمكن أن يكون هذا رسميًا وغير رسمي. يستخدم الاستدلال الرسمي القياسات، وهي حجج حيث يستلزم بيانان صالحان منطقيًا بيانًا ثالثًا. يستخدم الاستدلال غير الرسمي المحاكمات، وهي حجج لها منطق سليم ولكنها غير رسمية وتفترض أن الجمهور لديه معرفة مسبقة.[9]
3. باثوس (العاطفة): يشير إلى الجهد المبذول لإقناع جمهورك من خلال استئناف مشاعرهم.[10]

### أخلاق الإقناع
علق العديد من الفلاسفة على أخلاقيات الإقناع. جادل سقراط بأن الخطابة تقوم على المظاهر وليس على جوهر الأمر. كان توماس هوبز ينتقد استخدام الخطابة لإثارة الجدل، خاصة استخدام الاستعارة. كان إيمانويل كانط ينتقد الخطابة، بحجة أنها يمكن أن تجعل الناس يصلون إلى استنتاجات تتعارض مع تلك التي كانوا سيصلون إليها لو طبقوا حكمهم الكامل. لقد رسم مقارنة بين وظيفة الخطابة والوظيفة الحتمية للعقل مثل الآلة. كان أرسطو ينتقد الإقناع، على الرغم من أنه جادل بأن القضاة غالبًا ما يسمحون لأنفسهم بالاقتناع باختيار تطبيق العواطف بدلاً من العقل. ومع ذلك، فقد جادل بأن الإقناع يمكن استخدامه لتحفيز الفرد على تطبيق العقل والمنطق.
يجادل كتاب مثل ويليام كيث وكريستيان أو. لوندبيرج أن استخدام القوة والتهديدات لمحاولة التأثير على الآخرين لا يؤدي إلى الإقناع، بل إن التحدث إلى الناس هو الذي يؤدي إلى ذلك. كما يضيف النص بأن "بلاغة الكلام لها بالتأكيد جانبها المظلم الذي يعالج الحيل والمدركات... لكن الدراسة المنهجية للبلاغة تتجاهل هذه الأساليب بشكل عام، ويرجع ذلك جزئيًا إلى أنها ليست منهجية أو موثوقة للغاية".
هناك أيضًا في المنازعات القانونية، مسألة عبء الإثبات عند تقديم الحجة، حيث يقع عبء إثبات صحتها على عاتق من يقدم القضية لشخص آخر، وقد تُفترض أشياء معينة في حالة عدم تلبية عبء الإثبات، وقد تُسقط الحجة كما في المثال الأكثر شهرة "بريء حتى تثبت إدانته"، على الرغم من أنه لا يُتبع هذا النهج من الافتراض أو عبء الإثبات دائمًا.
بينما يتعمق كيث ولوندبيرج في التفاصيل الدقيقة المختلفة للإقناع، فإنهما يوضحان أن الأخطاء في المنطق أو الاستدلال يمكن أن تؤدي إلى حجج مقنعة بها عيوب. يمكن أن تأتي هذه العيوب على شكل استنتاجات مقتضبة، حيث من المرجح أن يفهم الجمهور ذو المعرفة المحددة فقط المنطق الذي يُعرض مع وجود نقص في المنطق، أو المثال الأكثر فظاعة وهو المغالطات حيث يمكن استخلاص الاستنتاجات (بشكل خاطئ دائمًا تقريبًا) من خلال حجج غير صحيحة. على النقيض من المنطق وراء الاستنتاجات المقتضبة، يمكن أن يساعد استخدام الأمثلة في إثبات ادعاءات المتحدث البلاغية من خلال الاستنتاج الاستقرائي، والذي يفترض أنه "إذا كان شيء ما صحيحًا في حالات معينة، فهو صحيح بشكل عام".
يمكن تقسيم الأمثلة إلى فئتين: الواقعية والافتراضية. تأتي الأمثلة الواقعية من الخبرة الشخصية أو الأبحاث الأكاديمية / العلمية التي يمكن أن تدعم الحجة التي تقدمها. أما الأمثلة الافتراضية فهي من صنع خيالنا. عند الجدال حول شيء ما، يمكن للمتحدثين طرح موقف افتراضي يوضح النقطة التي يريدون إيصالها للتواصل بشكل أفضل مع الجمهور. يجب أن تكون هذه الأمثلة مقبولة بشكل معقول لتوضيح حجة مقنعة بشكل صحيح.

## النظريات
هناك العديد من النظريات النفسية التي تفسر العوامل المؤثرة على سلوك الفرد في مواقف مختلفة. ولهذه النظريات آثار وتداعيات على كيفية عمل الإقناع.

### نظرية الإسناد
يحاول البشر تفسير أفعال الآخرين من خلال إسناد تصرفي (إسناد داخلي) أو إسناد موقفي (إسناد خارجي).
- الإسناد التصرفي (الداخلي) [الإنجليزية]: يحاول ربط أفعال الشخص بصفاته أو قدراته أو دوافعه أو استعداداته الداخلية كتفسير لها. على سبيل المثال، ينتقد مواطن الرئيس بقوله إن الأمة تفتقر إلى التقدم الاقتصادي والصحي لأن الرئيس إما كسول أو يفتقر إلى الحدس الاقتصادي، فهذا استخدام للإسناد التصرفي.
- الإسناد الموقفي (الخارجي): يحاول ربط أفعال الشخص بالظروف المحيطة به والعوامل المحيطة به، خاصة الأشياء التي تخرج تمامًا عن سيطرته. على سبيل المثال، يزعم مواطن آخر أن عدم التقدم الاقتصادي ليس خطأ الرئيس، بل يرجع إلى حقيقة أنه ورث اقتصادًا ضعيفًا من الرئيس السابق، فهذا يعتبر إسنادًا موقفيا.

يحدث خطأ الإحالة الأساسي في الإسناد عندما ينسب الناس خطأ أو إنجازًا بشكل خاطئ إلى عوامل داخلية مع تجاهل جميع العوامل الخارجية. بشكل عام، يستخدم الناس الإسناد التصرفي أكثر من الإسناد الموقفي عند محاولة شرح أو فهم سلوك الآخرين. يحدث هذا لأننا نركز أكثر على الفرد عندما تفتقر معلوماتنا حول ظروفه وسياقه. وعند محاولة إقناع الآخرين بالإعجاب بنا أو بشخص آخر، نميل إلى تفسير السلوكيات الإيجابية والإنجازات بالإسناد التصرفي، بينما نفسر السلوكيات السلبية والنقائص بالإسناد الموقفي.

### نظريات تغيير السلوك
نظرية السلوك المخطط هي النظرية الأبرز في مجال تغيير السلوك. وقد حظيت بدعم من تحليل الوصفية أظهرت قدرتها على توقع حوالي 30% من السلوك. ومع ذلك، فإن النظريات بطبيعتها تركز على الصحة الداخلية على حساب الصحة الخارجية. فهي متماسكة ومترابطة مما يجعلها قصة يسهل إعادة تملكها. ولكن من ناحية أخرى، فإنها تتطابق بشكل أقل مع الأدلة وآليات الواقع مقارنة بجرد بسيط لتدخلات تغيير السلوك (الأساليب) وفقًا لفاعليتها الفردية. وقد قام علماء السلوك بتصنيف هذه التدخلات الخاصة بتغيير السلوك. ومترجمة شاملة ومتسلسلة (مبدأ التنافي والشمولية) لهذه التصنيفات، مرتبة تنازليًا وفقًا للفاعلية:
1. العواقب الإيجابية والسلبية
2. تقديم/إزالة الحوافز
3. تقديم/إزالة التهديدات/العقوبات
4. التشتيت
5. تغيير التعرض للإشارات (المحفزات) للسلوك
6. الإشارات/التلميحات
7. تحديد الأهداف
8. (زيادة بروز) العواقب العاطفية/الصحية/الاجتماعية/البيئية/الندم
9. مراقبة السلوك ونتائج السلوك
10. التدريب الذهني على الأداء الناجح (التخطيط؟)
11. الحديث مع النفس
12. التركيز على النجاحات السابقة
13. مقارنة النتائج من خلال الحجة المقنعة
14. إيجابيات وسلبيات وتصوير مقارن للنتائج المستقبلية
15. تحديد الذات كقدوة
16. التأكيد على الذات
17. إعادة صياغة الإطار
18. التنافر المعرفي
19. إعادة الإسناد
20. (زيادة بروز) المقدمات

مثال نموذجي على تطبيق هذه الأساليب في العلاج هو التعرض/منع الاستجابة لاضطراب الوسواس القهري.

### نظريات الإشراط
يلعب الإشراط دورًا كبيرًا في مفهوم الإقناع. إنه في الغالب يتعلق بدفع شخص ما إلى اتخاذ إجراءات معينة بمفرده، بدلاً من إعطاء أوامر مباشرة. في الإعلانات على سبيل المثال، محاولة ربط عاطفة إيجابية بشعار علامة تجارية/منتج. غالبًا تُنشئ إعلانات تجارية تجعل الناس يضحكون، أو استخدام نغمات جنسية، أو إدراج صور و/أو موسيقى مبهجة، إلخ. ثم إنهاء الإعلان بشعار علامة تجارية/منتج. الرياضيون المحترفون أمثلة رائعة على ذلك. تُدفع أموال لهم لربط أنفسهم بأشياء يمكن ربطها مباشرة بأدوارهم؛ أحذية رياضية، مضارب تنس، كرات جولف، أو أشياء غير ذات صلة تمامًا مثل المشروبات الغازية، وأوعية الفشار والجوارب النسائية. المهم بالنسبة للمعلن هو إنشاء اتصال مع المستهلك.
يُعتقد أن هذا الإشراط يؤثر على كيفية رؤية الناس لمنتجات معينة، مع العلم أن معظم عمليات الشراء تُبنى على المشاعر. تمامًا مثلما تتذكر أحيانًا ذاكرة من رائحة أو صوت معين، فإن هدف بعض الإعلانات هو فقط استعادة مشاعر معينة عندما ترى شعارها في متجرك المحلي. والأمل هو أن تكرار الرسالة عدة مرات يجعل المستهلكين أكثر عرضة لشراء المنتج لأنهم يربطونه بالفعل بعاطفة جيدة وتجربة إيجابية. أجرى ستيفانو ديللافينا وماثيو جينتركو دراسة شاملة حول تأثيرات الإقناع في مجالات مختلفة. اكتشفوا أن الإقناع له تأثير ضئيل أو معدوم على الإعلان؛ ومع ذلك، كان هناك تأثير كبير للإقناع على التصويت إذا كان هناك اتصال وجها لوجه.

### نظرية التنافر المعرفي
اقترح ليون فستنغر لأول مرة نظرية التنافر المعرفي في عام 1957. افترض أن البشر يسعون باستمرار إلى الاتساق العقلي. يمكن أن تكون معرفتنا (الأفكار والمعتقدات أو المواقف) متفقة أو غير ذات صلة أو متعارضة مع بعضها البعض. كما يمكن أن تتفق معرفتنا أو تختلف مع سلوكياتنا. عندما نكتشف تناقضًا في المعرفة، أو التنافر، يعطينا ذلك شعورًا بعدم الاكتمال وعدم الراحة. على سبيل المثال، يعاني الشخص المدمن على تدخين السجائر ولكنه يشتبه أيضًا في أنه قد يكون ضارًا بصحته من التنافر المعرفي.
يقترح فستنغر أننا نتحفز لتقليل هذا التنافر حتى تصبح معرفتنا متناغمة مع نفسها. نحن نسعى جاهدين لتحقيق الاتساق العقلي. هناك أربع طرق رئيسية نستخدمها لتقليل التنافر أو القضاء عليه:
1. تغيير آراءنا حول إحدى جوانب المعرفة
2. تقليل أهمية معرفة ما
3. زيادة التداخل بين الاثنين
4. وإعادة تقييم نسبة التكلفة/العائد.

بالعودة إلى مثال المدخن، يمكنه إما الإقلاع عن التدخين، أو تقليل أهمية صحته، أو إقناع نفسه بأنه ليس عرضة للخطر، أو تقرير أن مكافأة التدخين تستحق تكلفة صحته.
يصبح التنافر المعرفي قويًا عندما يرتبط بالمنافسة ومفهوم الذات. يأتي المثال الأكثر شهرة لكيفية استخدام التنافر المعرفي في الإقناع من تجربة فستنغر وكارلسميث عام 1959 حيث طُلب من المشاركين القيام بمهمة مملة للغاية لمدة ساعة. دُفع مبلغ 20 دولارًا للبعض، بينما دفع للآخرين دولارًا واحدًا فقط، وبعد ذلك كُلفو بإخبار المشاركين التاليين الذين ينتظرون أن التجربة كانت ممتعة ومثيرة. كان المشاركون الذين حصلوا على دولار واحد أكثر عرضة لإقناع المشاركين التاليين بأن التجربة كانت ممتعة حقًا من أولئك الذين حصلوا على 20 دولارًا. وذلك لأن مبلغ 20 دولارًا يعد سببًا كافيًا للمشاركة في مهمة مملة لمدة ساعة، وبالتالي لا يوجد تنافر. أما الذين حصلوا على دولار واحد فقد عانوا من تنافر كبير، لذلك كان عليهم إقناع أنفسهم حقًا بأن المهمة كانت ممتعة لتجنب الشعور بالاستغلال، وبالتالي تقليل التنافر لديهم.

### نموذج احتمالية التوضيح
ارتبط الإقناع تقليديًا بطريقين:
- الطريق المركزي: حيث يقوم الفرد بتقييم المعلومات المقدمة إليه بناءً على إيجابياتها وسلبياتها ومدى دعمها لقيمه.
- الطريق المحيطي: يُتوسط في التغيير من خلال مدى جاذبية مصدر الاتصال وتجاوزه عملية المداولة.

يشكل نموذج احتمالية التوضيح [الإنجليزية] (ELM) جانبًا جديدًا لنظرية المسار، يرى أن احتمال الإقناع الفعال يعتمد على مدى نجاح الاتصال في تذكير المستقبل بتمثيل ذهني ذي صلة، وهو احتمال التوضيح. وبالتالي، إذا كان هدف الاتصال ذا صلة شخصية بالمتلقي، فإن هذا يزيد من احتمالية توضيح النتيجة المقصودة وسيكون أكثر إقناعًا إذا كان ذلك من خلال المسار المركزي. أما الاتصال الذي لا يتطلب تفكيرًا دقيقًا فسيكون أكثر ملاءمة للمسار المحيطي.

### النظريات الوظيفية
يحاول المنظرون الوظيفيون فهم المواقف المختلفة التي يتخذها الأفراد تجاه الأشخاص أو الأشياء أو القضايا في مواقف مختلفة. هناك أربعة مواقف وظيفية رئيسية:
1. وظيفة التكيف: الدافع الرئيسي للأفراد هو زيادة المكافآت الخارجية الإيجابية وتقليل التكاليف. تعمل المواقف على توجيه السلوك نحو المكافآت والابتعاد عن العقاب.
2. وظيفة الدفاع عن الأنا: هي العملية التي يحمي بها الفرد نفسه من التعرض للتهديد من خلال دوافعه السلبية أو أفكاره المهددة.
3. التعبير عن القيم: عندما يستمتع الفرد بتقديم صورة عن نفسه تتماشى مع مفهومه عن نفسه والمعتقدات التي يريد أن يرتبط بها.
4. وظيفة المعرفة: الحاجة إلى تحقيق الشعور بالفهم والسيطرة على حياة الفرد. لذلك، تعمل مواقف الفرد على المساعدة في وضع معايير وقواعد تحكم إحساسه بالوجود.

عندما يستهدف الاتصال وظيفة أساسية، فإن درجة إقناعه تؤثر على ما إذا كان الأفراد يغيرون مواقفهم بعد تحديد أن موقفًا آخر سيحقق هذه الوظيفة بشكل أكثر فعالية.

### نظرية التحصين
نظرية التحصين، على غرار تحصين الجسم ضد الأمراض، تقترح أنه يمكن تقديم جرعة ضعيفة من حجة ما يسهل دحضها، وذلك لتحصين الجمهور ضد نسخة أقوى وأكثر اكتمالا من نفس الحجة يقدمها طرف آخر. يحدث هذا غالبًا في الإعلانات السلبية والإعلانات المقارنة، سواء للمنتجات أو القضايا السياسية. على سبيل المثال، قد يعرض مصنع منتج ما إعلانًا يدحض ادعاءً معينًا حول منتج منافس، بحيث يصبح الجمهور مستعدًا لدحض ادعاءات المنتج تلقائيًا عند رؤية إعلان لذلك المنتج المنافس.

### نظرية الانغماس السردي
تقترح نظرية الانغماس [الإنجليزية] السردي أنه عندما يتعلق الناس بقصة ما، تتغير مواقفهم ونواياهم لتتناسب مع تلك القصة. يمكن للحالة العقلية للانغماس السردي أن تفسر التأثير الإقناعي للقصص على الناس، والذين قد يختبرون الانغماس السردي عندما تتحقق شروط سياقية وشخصية معينة، كما افترض جرين وبروك في نموذج النقل-التصوير. يحدث الانغماس السردي كلما شعر متلقي القصة بأنه يدخل إلى عالم يستحضره السرد بسبب التعاطف مع شخصيات القصة وتخيل حبكة القصة.

### نظرية الحكم الاجتماعي
تفترض نظرية الحكم الاجتماعي أنه عندما تُعرض الأفكار أو أي نوع من المقترحات المقنعة على الناس، فإن رد فعلهم الطبيعي هو البحث على الفور عن طريقة لفرز المعلومات دون وعي والتصرف بناءً عليها. نقوم بتقييم المعلومات ومقارنتها بالموقف الذي لدينا بالفعل، والذي يسمى الموقف الأولي أو نقطة الارتكاز.
عند محاولة فرز المعلومات الإقناعية الواردة، يقيّم الجمهور ما إذا كانت تقع ضمن نطاق القبول، أو نطاق عدم الالتزام أو اللامبالاة، أو نطاق الرفض. يختلف حجم هذه النطاقات حسب الموضوع. يلعب "انخراط الأنا" لدينا بشكل عام أحد أكبر الأدوار في تحديد حجم هذه النطاقات. عندما يرتبط موضوع ما ارتباطًا وثيقًا بكيفية تعريفنا وإدراكنا لأنفسنا، أو يتعامل مع أي شيء نتحمس له بشغف، فمن المرجح أن تكون خطوط قبولنا وعدم التزامنا أصغر بكثير وموقف الرفض لدينا أكبر بكثير. تعتبر نقطة ارتكاز الشخص هي مركز نطاق القبول لديه، وهو الموقف الأكثر قبولًا بالنسبة له.
من المحتمل أن يُشوه الجمهور المعلومات الواردة لتتناسب مع نطاقاته الفريدة. إذا وقع شيء ما ضمن نطاق القبول، يميل الموضوع إلى استيعاب المعلومات واعتبارها أقرب إلى نقطة ارتكازه مما هي عليه بالفعل. بالعكس، إذا وقع شيء ما ضمن نطاق الرفض، يميل الموضوع إلى مواجهة المعلومات وإقناع نفسه بأن المعلومات أبعد عن نقطة ارتكازه مما هي عليه بالفعل.
عند محاولة إقناع فرد مستهدف أو جمهور كامل، من الضروري أولاً معرفة متوسط نطاقات القبول وعدم الالتزام والرفض لجمهورك. يعتبر من الأفضل استخدام معلومات مقنعة تقع بالقرب من حدود نطاق القبول إذا كان الهدف هو تغيير نقطة ارتكاز الجمهور. إن اقتراح الأفكار بشكل متكرر على هامش نطاق القبول يجعل الناس يضبطون نقاط ارتكازهم تدريجياً، بينما اقتراح الأفكار في نطاق الرفض أو حتى نطاق عدم الالتزام لا يغير نقطة ارتكاز الجمهور.

## الأساليب

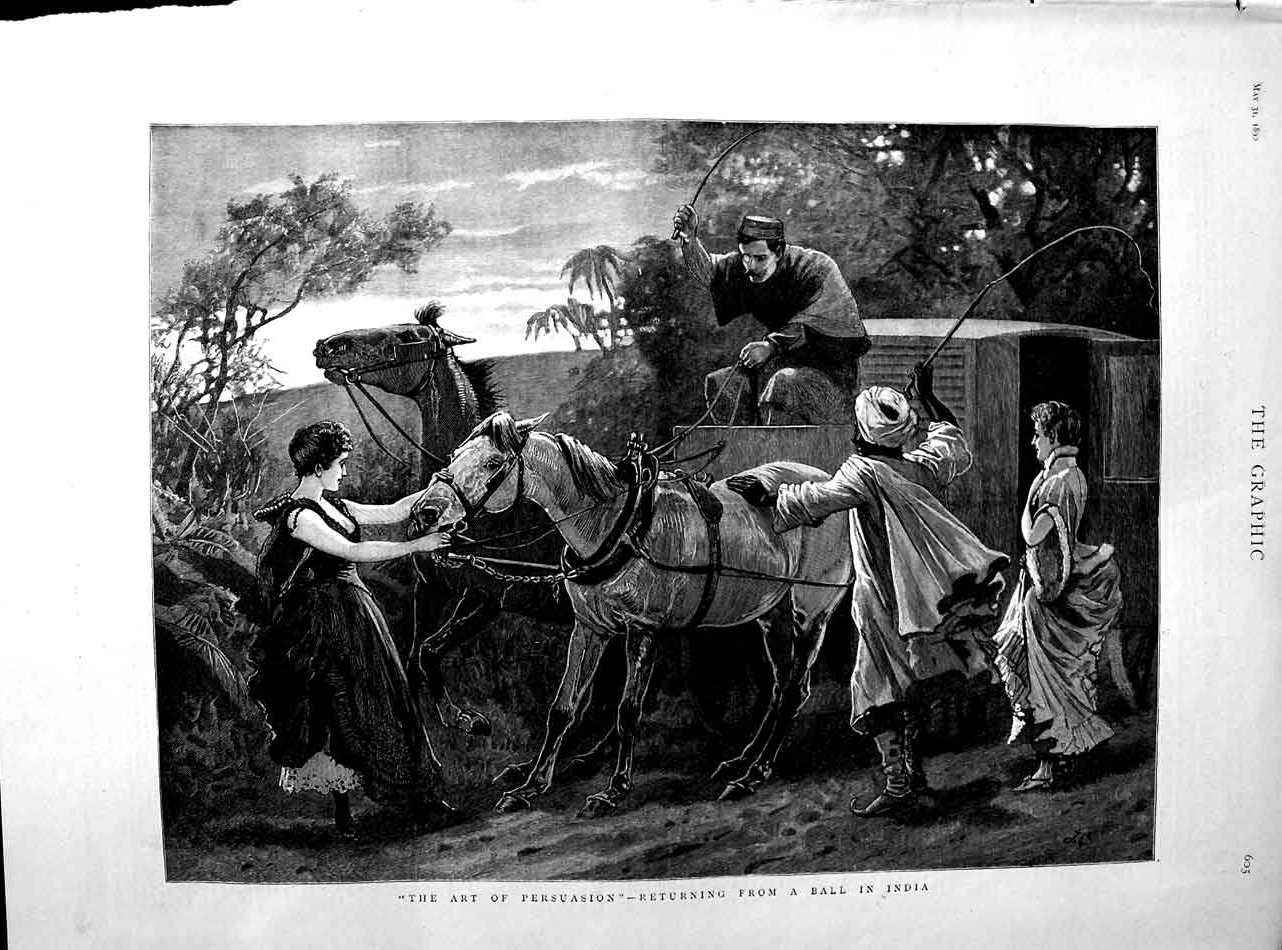
"فن الإقناع" - العودة من حفلة راقصة في الهند من " ذا جرافيك" عام 1890

أساليب الإقناع تُسمى أيضًا أحيانًا تكتيكات الإقناع أو استراتيجيات الإقناع.

### استخدام القوة
هناك استخدام القوة في الإقناع، والذي لا توجد له أي نظريات علمية، باستثناء استخدامه لتقديم المطالب. يعد استخدام القوة إذن سابقة على فشل الوسائل الأقل مباشرة في الإقناع. يمكن تفسير تطبيق هذه الاستراتيجية على أنه تهديد لأن المُقنع لا يقدم خيارات لطلبه.

### أسلحة التأثير
روبرت سيلديني [الإنجليزية]، في كتابه "التأثير" الذي يتناول الإقناع، حدد ستة "إشارات التأثير أو أسلحة التأثير": التأثير هو عملية التغيير.

### المعاملة بالمثل
ينص مبدأ المعاملة بالمثل على أنه عندما يقدم لنا شخص ما شيئًا، نحاول أن نرد له الجميل. يؤدي رد الجميل إلى الشعور بالالتزام، والذي يمكن أن يكون أداة قوية للإقناع. تعد قاعدة المعاملة بالمثل فعالة لأنها يمكن أن تطغى علينا وتغرس فينا الشعور بالالتزام. بشكل عام، نكره الأشخاص الذين يهملون في رد الجميل أو تقديم الدفع عند عرض خدمة مجانية أو هدية. نتيجة لذلك، فإن رد الجميل هو مبدأ متفق عليه على نطاق واسع. يجعل هذا المعيار المجتمعي المعاملة بالمثل تقنية إقناع قوية للغاية، حيث يمكن أن تؤدي إلى تبادلات غير متكافئة ويمكن أن تنطبق حتى على معاملة أولى غير مرغوب فيها. ينطبق مبدأ المعاملة بالمثل على مجال التسويق بسبب استخدامه كتقنية إقناع قوية. يوضح أسلوب التسويق المتمثل في "العينات المجانية" قاعدة المعاملة بالمثل بسبب الشعور بالالتزام الذي تنتجه القاعدة. ينشأ هذا الشعور بالالتزام من الرغبة في رد الجميل للمسوق على هدية "العينة المجانية".

### الالتزام والاتساق
الاتساق هو جانب مهم في الإقناع لأنه:
1. قيمة يُعلي المجتمع من شأنها،
2. يُفضي إلى نهج مفيد للحياة اليومية،
3. ويوفر اختصارًا قيمًا عبر طبيعة الحياة المعقدة في العصر الحديث.

يسمح لنا الاتساق باتخاذ القرارات ومعالجة المعلومات بشكل أكثر فعالية. تنص فكرة الاتساق على أن الشخص الذي يلتزم بشيء ما، شفهيًا أو كتابيًا، يكون أكثر عرضة لإيفاء بذلك الالتزام. وهذا ينطبق بشكل خاص على الالتزامات المكتوبة، لأنها تبدو أكثر واقعية نفسياً ويمكن أن تخلق دليلاً قاطعًا. يميل الشخص الذي يلتزم بموقف ما إلى التصرف وفقًا لهذا الالتزام. الالتزام هو تقنية إقناع فعالة، لأنه بمجرد أن تجعل شخصًا ما يلتزم بشيء ما، يصبح أكثر عرضة للانخراط في الإقناع الذاتي، حيث يقدم لنفسه وللآخرين أسبابًا ومبررات لدعم التزامه من أجل تجنب التناقض. يلاحظ سيالديني قيام الصينيين بغسل دماغ أسرى الحرب الأمريكيين في الحرب الكورية لإعادة كتابة صورتهم الذاتية والحصول على امتثال تلقائي غير مُرغم. مثال آخر هو جعل الأطفال يرددون قسم الولاء كل صباح ولماذا يجعلك المسوقون تغلق النوافذ المنبثقة عن طريق قول "سأشترك لاحقًا" أو "لا شكرا، أنا أفضل عدم كسب المال".

### الإثبات الاجتماعي
التعلم الاجتماعي، والمعروف أيضًا بالإثبات الاجتماعي، هو مبدأ أساسي بين جميع أشكال الإقناع تقريبًا. وهو يعتمد على فكرة تأثير الرفقاء، ويعتبر ضروريًا للنهج التي تركز على الجمهور في الرسائل المقنعة. يقترح مبدأ الإثبات الاجتماعي أن ما يعتقده الناس أو يفعلونه عادة ما يُعلم من خلال ملاحظة معايير من حولنا. يكيف الناس أفعالهم ومعتقداتهم بشكل طبيعي لتتناسب مع توقعات المجتمع، حيث تكون مكافآت القيام بذلك عادةً أكبر من التميز.
يُعتقد أن "قوة الحشد" تلعب دورًا كبيرًا في القرارات التي نتخذها. غالبًا ما يستخدم الناس الإثبات الاجتماعي في المواقف التي تتطلب اتخاذ قرار. في المواقف غير المؤكدة أو الغامضة، عندما تخلق الاحتمالات المتعددة خيارات يجب علينا اتخاذها، يميل الناس إلى التوافق مع ما يفعله الآخرون. نأخذ إشارات من من حولنا حول السلوك المناسب في تلك اللحظة. غالبًا ما يشعر الناس بأنهم سيقللون من الأخطاء "بالعمل وفقًا للأدلة الاجتماعية بدلاً من التصرف على عكس ذلك".

### التشابه
هذه قاعدة بسيطة وموجزة. يميل الناس إلى قول "نعم" للأشخاص الذين يفضلونهم. هناك عاملان رئيسيان يساهمان في التشابه بشكل عام. الأول هو الجاذبية الجسدية. يبدو الأشخاص الجذابون جسديًا أكثر إقناعًا. يحصلون على ما يريدون ويمكنهم تغيير مواقف الآخرين بسهولة. ثبت أن هذه الجاذبية ترسل رسائل/انطباعات إيجابية عن صفات أخرى قد يمتلكها الشخص، مثل الموهبة واللطف والذكاء. العامل الثاني هو التشابه. يسهل إقناع الناس بمن يعتبرونهم متشابهين لهم.

### السلطة
الناس أكثر عرضة لتصديق أصحاب السلطة. لديهم ميل للاعتقاد بأنه إذا قال خبير شيئًا ما، فلا بد أنه صحيح. يكون الناس أكثر عرضة للالتزام بآراء الأفراد الذين يتمتعون بالمعرفة والثقة. على الرغم من أن الرسالة غالبًا ما تنجح أو تفشل بناءً على ثقل أفكارها وحججها، إلا أن صفات الشخص أو سلطته الضمنية يمكن أن يكون لها تأثير كبير على نجاح رسالته.
لاحظ إريك هوفر في كتابه "المؤمن الحقيقي"، "يبدو أن الأشخاص التي حياتهم تعيسة وغير آمنين يظهرون استعدادًا أكبر للطاعة من أشخاص الاكتفاء الذاتي والثقة بالنفس. بالنسبة للمحبطين، فإن التحرر من المسؤولية أكثر جاذبية من التحرر من القيود ... "إنهم يتنازلون عن توجيه حياتهم عن طيب خاطر لأولئك الذين يريدون التخطيط والقيادة وتحمل كل المسؤولية ".
في تجربة ملغرام، التي بدأت سلسلة من التجارب في عام 1961، وُضع "مدرس" و "متعلم" في غرفتين مختلفتين. وُصل "المتعلم" بسلك كهربائي يمكن أن يصعقه. وأخبر المشرف "المعلم"، الذي كان يرتدي معطف عالم أبيض، أن يطرح على "المتعلم" أسئلة ويعاقبه عندما يخطئ في الإجابة. أصدر المشرف الدراسة تعليمات للمعلم بتوجيه صدمة كهربائية من لوحة تحكم تحت سيطرة المعلم. بعد التسليم، كان على المعلم رفع الجهد الكهربائي إلى الدرجة التالية. وصل الجهد إلى 450 فولت. كانت المفاجأة في هذه التجربة أن المعلم لم يكن يعلم أن المتعلم كان ممثلًا يزيف أصوات الألم التي يسمعها ولم يكن يتعرض لأذى بالفعل. أجريت التجربة لمعرفة مدى طاعتنا للسلطة. "عندما تخبر السلطة الناس العاديين أن مهمتهم هي إلحاق الأذى، كم من المعاناة سيكون كل فرد على استعداد لإلحاقها بشخص آخر بريء تمامًا إذا جاءت التعليمات" من أعلى؟ ". أظهرت نتائج هذه الدراسة أن المعلمين كانوا على استعداد لإلحاق أكبر قدر ممكن من الألم بالآخرين. وكان الاستنتاج أن الناس على استعداد لإلحاق الأذى بالآخرين عندما يُوجههم إلى ذلك شخصية ذات سلطة.

### الندرة
يمكن أن تلعب الندرة دورًا مهمًا في عملية الإقناع. فعندما يكون توفر شيء ما محدودًا، يميل الناس إلى منحه قيمة أكبر. وبالتالي، يمكن الاستفادة من "الندرة" كأحد المبادئ الأساسية الستة وراء علم الإقناع، لإقناع الناس بشراء بعض الاقتراحات، أو الالتفات إلى النصيحة، أو قبول العروض التجارية. وفقًا لروبرت سيلديني، أستاذ علم النفس والتسويق في جامعة ولاية أريزونا وأستاذ التسويق في كلية دبليو بي كاري، فإن أي شيء نادر أو غير شائع أو يتناقص توفره - فهذه فكرة الندرة - تمنح قيمة للأشياء، أو حتى للعلاقات.
هناك سببان رئيسيان لفعالية مبدأ الندرة:
- عندما يصعب الحصول على الأشياء، فإنها عادةً تكون أكثر قيمة، مما يجعلها تبدو ذات جودة أفضل.
- عندما يصبح الحصول على الأشياء أقل توفرًا، فقد نفقد الفرصة للحصول عليها.

في هذه الحالة، يميل الناس عادةً إلى منح السلعة أو الخدمة النادرة قيمة أكبر لمجرد صعوبة الحصول عليها. وهذا المبدأ يقوم على أن الجميع يريد أشياء خارج متناولهم. إن الشيء المتوفر بسهولة ليس مرغوبًا فيه مثل الشيء النادر جدًا.

### تقنية الإقناع
تُعرف تقنية الإقناع بشكل عام بأنها التكنولوجيا المصممة لتغيير مواقف أو سلوكيات المستخدمين من خلال الإقناع والتأثير الاجتماعي، ولكن ليس بالضرورة الإكراه. تُستخدم هذه التقنيات بانتظام في المبيعات والدبلوماسية والسياسة والدين والتدريب العسكري والصحة العامة والإدارة، وقد يُحتمل استخدامها في أي مجال من مجالات التفاعل بين الإنسان والإنسان أو بين الإنسان والحاسوب. تركز معظم أبحاث تكنولوجيا الإقناع ذاتية التعريف على التقنيات الحسابية التفاعلية، بما في ذلك أجهزة الكمبيوتر المكتبية وخدمات الإنترنت وألعاب الفيديو والأجهزة المحمولة، ولكن هذا يدمج ويبني على نتائج ونظريات وطرق علم النفس التجريبي والبلاغة وتفاعل الإنسان والحاسوب. يمكن اعتبار تصميم التقنيات الإقناعية حالة خاصة من التصميم مع القصد.

### قائمة الأساليب
بالطعن في السبب:
- المنطق
- الحجة
- البلاغة
- الدليل العلمي (إثبات)
- المنهج العلمي

من خلال مناشدة العاطفة:
- إعلانات مستحضرات التجميل
- العرض والخيال
- شفقة
- دعاية
- التلاعب النفسي
- الإغواء [الإنجليزية]
- التقاليد

وسائل المساعدة على الإقناع:
- لغة الجسد
- مهارة الاتصال أو البلاغة
- تساعد اختبارات الشخصية وجرد أنماط الصراع في وضع استراتيجيات تعتمد على أسلوب التفاعل المفضل لدى الفرد
- تقنيات البيع

تقنيات أخرى:
- الخداع
- التنويم المغناطيسى
- النفوذ (الاجتماعية والسياسية)
- الإعلان اللاشعوري

تقنيات الإكراه، بعضها مثير للجدل للغاية أو لم يُثبت فعاليته علميًا:
- غسيل دماغ
- الإقناع القسري
- بالقوة
- السيطرة على العقل
- التعذيب

## في الثقافة
من خلال تعريف ثقافي شخصي أساسي للإقناع، يفهم الناس العاديون كيف يحاول الآخرون التأثير عليهم ومن ثم كيف يؤثرون على الآخرين. الحوار المحيط بالإقناع يتطور باستمرار بسبب ضرورة استخدام الإقناع في الحياة اليومية. تُداول أساليب الإقناع في المجتمع وقد تأثرت بالباحثين، والتي قد تفسر بشكل خاطئ في بعض الأحيان. للحفاظ على الميزة التطورية، بمعنى الثروة والبقاء، يجب أن تقنع ولا تقتنع. لفهم الإقناع الثقافي، يجمع الباحثون المعرفة من مجالات مثل "الشراء والبيع والإعلان والتسوق، بالإضافة إلى الأبوة والمغازلة".
تختلف أساليب الإقناع حسب الثقافة، سواء من حيث الانتشار أو الفعالية. على سبيل المثال، تميل الإعلانات إلى جذب قيم مختلفة وفقًا لاستخدامها في الثقافات الجماعية أو الفردية.

### نموذج معرفة الإقناع
أُنشئ نموذج معرفة الإقناع (PKM) من قبل فريستاد ورايت في عام 1994. يوفر هذا الإطار للباحثين إمكانية تحليل عملية اكتساب واستخدام معرفة الإقناع اليومية. يقترح الباحثون ضرورة تضمين "العلاقة والتفاعل بين المعرفة الشعبية اليومية والمعرفة العلمية حول الإقناع والإعلان والمبيعات والتسويق بشكل عام". لتعليم عامة الناس عن نتائج الأبحاث والمعرفة الجديدة حول الإقناع، يجب على المعلم الاستفادة من معتقداتهم المسبقة حول الإقناع الشعبي لجعل البحث ذا صلة ومفيدًا للعوام، مما يخلق "مزيجًا من رؤاهم العلمية ومعتقداتهم السليمة".
نتيجة لهذا المزج المستمر، تصبح مسألة خبرة الإقناع معقدة. يمكن تفسير حالة الخبرة من مجموعة متنوعة من المصادر مثل المسميات الوظيفية أو المشاهير أو المنشورات العلمية. ومن خلال هذه العملية متعددة الوسائط نبتكر مفاهيم مثل "ابتعد عن مندوبي المبيعات في السيارات، سيحاولون خداعك". إن نوع تقنيات الإقناع التي يستخدمها الباعة بشكل صارخ يخلق عدم ثقة فطري بهم في الثقافة الشعبية. وفقًا لمجلة علم النفس اليوم [الإنجليزية]، فإنهم يستخدمون أساليب تتراوح بين تكوين روابط شخصية مع العميل إلى تغيير الواقع عن طريق تسليم العميل مفاتيح السيارة الجديدة قبل الشراء.
اقترحت كامبل وأثبتت تجريبياً أن بعض أساليب الإعلان المقنعة تقود المستهلكين إلى استنتاج نية التلاعب من جانب المسوق. وبمجرد استنتاج المستهلكين لنية التلاعب، يصبحون أقل إقناعًا بالمسوق، كما يتضح من تراجع مواقفهم تجاه الإعلانات والعلامات التجارية ونوايا الشراء. طور كامبل وكيرماني نموذجًا صريحًا للظروف التي يستخدم فيها المستهلكون معرفة الإقناع في تقييم عوامل التأثير مثل البائعين.

## علم الأعصاب الحيوية
أظهرت إحدى المقالات أن قياسات تخطيط كهربية الدماغ (EEG) الخاصة بالجانب الأمامي من قشرة الفص الجبهي قد تكون مؤشرا على الإقناع. قُدمت حجج تدعم وحجج معارضة للمواقف التي يتبناها المشاركون في البحث مسبقًا. ذكر أولئك الذين أظهر دماغهم نشاطًا أكبر في المناطق الأمامية الجبهية اليسرى أنهم يولون أكبر قدر من الاهتمام للبيانات التي يتفقون عليها، بينما قال الأشخاص الذين أظهر نشاطًا أكبر في المنطقة الأمامية الجبهية اليمنى أنهم ينتبهون للبيانات التي يختلفون معها. وهذا مثال على الكبت الدفاعي، وهو تجنب أو نسيان المعلومات غير السارة. وأظهرت الأبحاث أن سمة الكبت الدفاعي مرتبطة بالتنشيط النسبي للمنطقة الأمامية الجبهية اليسرى. بالإضافة إلى ذلك، عندما تُرى كلمات سارة وغير سارة، ربما تكون مشابهة للموافقة أو الاختلاف، كعرض للمهمة الرئيسية، أظهر فحص التصوير بالرنين المغناطيسي الوظيفي (fMRI) تنشيطًا تفضيليًا للمنطقة الأمامية الجبهية اليسرى للكلمات السارة.
بناءً على ذلك، يبدو أن إحدى طرق زيادة الإقناع هي تنشيط قشرة الفص الجبهي الأيمن بشكل انتقائي. وذلك عن طريق التحفيز أحادي النغم إلى الأذن مقابلة الجانب بسهولة. يبدو أن التأثير يعتمد على الانتباه الانتقائي وليس مجرد مصدر التحفيز. حقق هذا التلاعب بالنتيجة المتوقعة: إقناع أكبر للرسائل القادمة من اليسار.

## انظر أیضا
- وسائل الإقناع
- الموقف
- تجربة سجن ستانفورد
- مهارات التواصل الاجتماعية
- إدارة المفاهيم
- نظرية التركيز التنظيمي
- تسويق اجتماعي

## وصلات خارجية
http://www.k3af.com/2013/02/blog-post_4.html
http://www.k3af.com/2013/12/how-to-convince-anyone-to-do-what-you-want.html